# Социалистическая Республика Хорватия
Социалистическая Республика Хорватия (сербохорв. Socijalistička Republika Hrvatska / Социjалистичка Република Хрватска, хорв. Socijalistička Republika Hrvatska) — одна из 6 социалистических республик, образовывавших СФРЮ. Была создана (изначально как Федеральное государство Хорватия) после занятия территории Хорватии Народно-Освободительной армией Югославии (НOAЮ) и свержения режима усташей. Ныне — независимая Хорватия.

## История

### Создание и вхождение в состав Югославии
После освобождения Югославии силами НOAЮ вся территория Хорватии оказалась под контролем югославских коммунистов во главе с Иосипом Броз Тито. На занятых территориях начались репрессии как против сторонников усташей, так и против нелояльной новому режиму части населения.
Из-за того, что большая часть демократических и иных национальных хорватских движений была подавлена в годы диктатуры Анте Павелича, Коммунистической партии Хорватии; КПХ (позже - Союзу коммунистов Хорватии) - отделению Коммунистической партии Югославии; КПЮ - удалось беспрепятственно установить свое господство в политической системе страны. Фашистский тоталитарный режим усташей был заменен на такой же тоталитарный, но уже коммунистический режим КПЮ-КПХ, просуществовавший до 1990 года.
29 ноября 1945 года Учредительное собрание Югославии провело заседание, на котором было решено, что Хорватия вместе с остальными пятью республиками войдет в состав нового государства - Федеративной Народной Республики Югославия. Таким образом, Федеративная Республика Хорватия стала Народной Республикой Хорватия (Narodna Republika Hrvatska, НР Хорватия).

### Период Тито
Первым послевоенным главой Социалистической Республики Хорватия был Владимир Назор (фактически председатель Президиума парламента Народной Республики Хорватия), который во время войны был председателем Государственного антифашистского совета народного освобождения Хорватии (ZAVNOH), а первым главой правительства был Владимир Бакарич. По иронии судьбы, несмотря на то, что коммунисты выступали за федерализм, послевоенная Югославия была строго централизованной. Главным органом было Политбюро Центрального комитета Коммунистической партии Хорватии (с 1952 года — Союз коммунистов Хорватии), состоявшее примерно из десяти человек. Его члены отвечали за определённые сферы: один контролировал вооружённые силы, другой — развитие государства, третий — экономику и т. д. Формально система правления была представительной демократией: люди избирали советников и членов парламента. Однако реальная власть находилась в руках исполнительных органов. Представительные органы (парламент и различные советы на местном и районном уровнях) лишь придавали легитимность их решениям. Правящая в стране Коммунистическая партия Хорватии была отделением Коммунистической партии Югославии. Несмотря на то, что партия носила хорватское название, среди её членов было всего 57% хорватов и 43% сербов. Большинство членов партии были крестьянами, и большинство из них были малообразованными.
Вскоре после прихода к власти коммунисты начали преследовать бывших чиновников Независимого государства Хорватия, чтобы скомпрометировать их в глазах общественности. 6 июня 1946 года Верховный суд Социалистической Республики Хорватия вынес приговор некоторым высокопоставленным чиновникам Независимого государства Хорватия, в том числе Славко Кватернику, Владимиру Кошаку, Мирославу Навратилу, Ивану Перчевичу, Мехмеду Алайбеговичу, Осману Куленовичу и другим. Коммунисты также провели ряд крупных и мелких показательных процессов, чтобы разобраться с фашистским режимом усташей. Кроме того, местные лидеры гражданских партий часто «исчезали» без каких-либо свидетелей. Коммунисты избавлялись не только от чиновников, работавших на режим Павелича, но и от тех, кто поддерживал Хорватскую крестьянскую партию и католическую церковь.
Единственная крупная гражданская партия в Хорватии, Хорватская республиканская крестьянская партия, была активна всего несколько лет после выборов, но как сателлит Коммунистической партии. Столкновение с гражданскими антикоммунистическими силами стимулировало централизацию и авторитаризм Коммунистической партии.
Придя к власти, Тито знал, что самой большой угрозой для развития коммунизма в Югославии был национализм. Поэтому коммунисты подавляли даже малейшие проявления национализма. Коммунисты приложили максимум усилий, чтобы подавить национализм в Боснии и Герцеговине и Хорватии, а также пытались подавить ненависть между хорватами, сербами и мусульманами, но даже в этом случае их главными сторонниками в этом процессе были местные сербы. Вскоре сербы стали преобладать в руководстве хорватского и боснийского государств и партий, что стало одной из причин нарастания межэтнического конфликта.
7 апреля 1963 года Федеративная Народная Республика Югославия (ФНРЮ) была переименована в Социалистическую Федеративную Республику Югославию (СФРЮ). В 1963 году Народная Республика Хорватия также стала Социалистической Республикой Хорватия.

### Хорватская весна
Нарастающие межэтнические противоречия, а также централизация властей и непопулярные среди хорватского населения решения руководства Югославии (такие как «вытягивание» экономически отсталых регионов Югославии (например Косово) за счёт урезания бюджета и политических прав в Хорватии) привели к массовому недовольству населения страны и появлением протестного национального движения.
Хорватская весна (хорв. Hrvatsko proljeće) была движением, возникшим в Хорватии в начале 1970-х годов и ставившее своей целью расширение прав хорватов в федерации, а также проведение демократических и экономических реформ.
Моментом возникновения движения считается публикация в 1967 году «Декларации о статусе и названии хорватского стандартного языка» (хорв. Deklaracija o nazivu i položaju hrvatskog književnog jezika), которую подписали влиятельные хорватские поэты и лингвисты. Формальным предлогом было навязывание сербохорватскому языку сербских норм, хотя формально сербская и хорватская нормы были равноправны. Дискуссия о языке дала толчок к возникновению массового движения, получившего широкую поддержку среди студентов.
Движение организовало демонстрации в Загребе в 1971 году, в которых участвовали тысячи студентов. Союз коммунистов Хорватии, занял самостоятельную позицию, де-факто поддержав выступления и выступив против центральных властей.
Руководство Югославии и СКЮ восприняло движение как возрождение хорватского национализма, опасаясь, что дискуссия о правах различных народов Югославии вскроет старые споры, оставшиеся со времён Второй мировой войны. В ответ на протесты федеральное правительство бросило милицию на подавление демонстраций. Тито снял с должностей наименее лояльных сторонников, таких, как Савка Дабчевич-Кучар, Мико Трипало[англ.] и Драгутин Харамия, а также провёл чистку в Хорватской компартии и местной администрации. Многие студенческие активисты были арестованы, некоторые даже приговорены к лишению свободы. Среди арестованных в те годы были оба будущих президента Хорватии Франьо Туджман и Степан Месич.
В 1974 году была принята новая федеральная конституция, дававшая больше автономии национальным республикам.

### После смерти Тито
В 1980 году умер Иосип Броз Тито. После его смерти в Югославии начали нарастать политические и экономические трудности. Федеральное правительство осознало, что не может выплачивать проценты по своим кредитам, и начало переговоры с МВФ, которые продолжались годами. В Хорватии участились публичные споры о необходимости помогать бедным и менее развитым регионам, поскольку Хорватия и Словения вносили около 60 процентов этих средств. Долговой кризис в сочетании с растущей инфляцией вынудил федеральное правительство ввести такие меры, как закон о доходах экспортных компаний в иностранной валюте. Анте Маркович, боснийский хорват, который в то время был главой правительства Хорватии, сказал, что Хорватия потеряет около 800 миллионов долларов из-за этого закона.  Маркович стал последним главой правительства Югославии в 1989 году и в течение двух лет проводил различные экономические и политические реформы. Усилия его правительства поначалу были успешными, но в конечном итоге потерпели неудачу из-за неизлечимой политической нестабильности СФРЮ.
Нарастающая этническая напряжённость в итоге привела к распаду Югославии. Растущий кризис в Косово, националистический меморандум Сербской академии наук и искусств, появление Слободана Милошевича в качестве лидера Сербии и всё, что за этим последовало, вызвало крайне негативную реакцию в Хорватии. Пятидесятилетний раскол начал проявляться вновь, и хорваты всё чаще стали проявлять свои национальные чувства и выражать недовольство белградским режимом.
17 октября 1989 года рок-группа Prljavo kazalište дала большой концерт перед почти 250 000 человек на центральной площади Загреба. В свете меняющихся политических обстоятельств их песня «Mojoj majci» («Моей маме»), в которой автор назвал мать «последней розой Хорватии», была принята близко к сердцу поклонниками на месте съёмок и многими другими из-за выраженного в ней патриотизма. 26 октября парламент объявил День всех святых (1 ноября) государственным праздником.
В январе 1990 года на 14-м съезде Союза коммунистов Югославии делегация Сербии во главе с Милошевичем настояла на замене конституционной политики 1974 года, предоставлявшей республикам широкие полномочия, политикой «один человек — один голос», которая была бы выгодна большинству сербского населения. Это привело к тому, что сначала словенская, а затем хорватская делегации (во главе с Миланом Кучаном и Ивицей Рачаном соответственно) покинули Конгресс в знак протеста, что ознаменовало собой кульминацию раскола правящей партии.
Этнические сербы, составлявшие 12% населения Хорватии, отвергли идею отделения от Югославии. Сербские политики опасались потери влияния, которое они ранее имели благодаря членству в Союзе коммунистов Хорватии (что, по мнению некоторых хорватов, было непропорциональным). Риторика, исходящая от белградской администрации, напоминала о Второй мировой войне. В то время как Милошевич и его клика оседлали волну сербского национализма в Югославии, говоря о битвах, которые нужно вести за сербство, новый хорватский лидер Франьо Туджман в ответ говорил о создании в Хорватии независимого национального государства. Доступность средств массовой информации позволила быстро распространить пропаганду и разжечь шовинизм и страх, создая этим атмосферу войны.
В феврале 1990 года СР Хорватия перешла от однопартийной системы к многопартийной.
В марте 1991 года Югославская народная армия встретилась с Президиумом Югославии (советом из восьми членов, состоящим из представителей шести республик и двух автономных провинций) в попытке убедить их объявить чрезвычайное положение, которое позволило бы армии взять страну под свой контроль. Представители Сербии и преобладающего населения (Черногории, Воеводины и Косово), уже согласные с армией, проголосовали за предложение, но поскольку представители Хорватии, Словении, Македонии и Боснии проголосовали против, заговор провалился. Умирающей стране еще предстояло увидеть несколько попыток сербского руководства протолкнуть план централизации власти в Белграде, но из-за сопротивления во всех других республиках кризис только усугубился.

### Обретение независимости
Парламентские выборы в Хорватии в 1990 году состоялись 22 апреля и 6 мая 1990 года. После первых многопартийных выборов была создана конституционная республика на основе демократических институтов.
После первых свободных выборов в июле 1990 года приставка «социалистическая» была убрана, и после этого Хорватия стала называться Республикой Хорватия.
Франьо Туджман был избран президентом, и его правительство встало на путь обретения независимости Хорватией.

## Социально-экономическое развитие
Экономически Хорватия считалась в СФРЮ развитым регионом. Если в целом по СФРЮ в 1979 году уровень безработицы составил 15,52 %, то в Хорватии этот показатель был только 5,68 %. За период правления Тито Хорватия добилась значительных успехов в здравоохранении: младенческая смертность упала в 1952—1979 годах более, чем в 5 раз: со 102,3 человек на 1000 жителей до 19,2 человека на 1000 (в целом по СФРЮ в 1979 году — 32,2 человека на 1000). В немалой степени это было связано с изменением структуры занятости. Если в 1953 году в сельском хозяйстве было занято 56,4 % населения, то в 1979 году только 24,1 % населения Хорватии. Как благополучная республика Хорватия должна была отчислять средства в специальный федеральный Фонд помощи недостаточно развитым регионам (Черногории, Косово, Македонии и Боснии). В 1981—1985 годах хорватские отчисления составили 25,5 % средств, перечисленных регионами СФРЮ в фонд, а в 1986—1990 годах — 23,3 %. При этом средств из этого фонда Загреб не получал. Разрыв в уровне развития Хорватии и отсталых регионов СФРЮ только увеличивался. Если в 1952 году ВВП на душу населения в отсталой Боснии и Герцеговине составил 391 динар, а в Хорватии — 554 динара, то в 1971 году эти показатели были 4622 и 8738 динаров соответственно.

## Политическое устройство
Законодательный орган — Сабор (Sabor), состоящий из Совета Объединённого Труда (Viječe Udruženog Rada) (до 1974 года — Хозяйственного Совета (Privredno Viječe), Культурно-Просветительского Совета (Prosvjatno-Kulturno Viječe), Социально-Здравоохранительного Совета (Socialno-Zdravstveno Viječe) и Организационно-Политического Совета (Organizaciono-političko vijeće) (до 1968 года)), Общественно-Политическое Совета (Društveno-političko vijeće) (до 1968 года — Республиканского Совета (Republičko Viječe)), Совета Общин (Viječe općina) (с 1967 года), коллективный глава государства — Президиум (Predsjedništvo) (с 1974 года, до 1953 года — Президиум Сабора (Prezidijum Sabora)), исполнительный орган — Исполнительный Совет (Izvršno vijeće)(до 1953 года — Правительство (Vlada)).

## Административное деление
Территория СРХ делилась на области (oblast) (до 1963 года), области на уезды (kotar), уезды на города (grad) и сёла (selo).
Представительные органы областей — областные народные комитеты (oblastni narodni odbor), избирались населением, исполнительные органы областей — исполнительные комитеты областных народных комитетов (до 1953 года).
Представительные органы уездов — уездные собрания (kotarska skupština) (до 1963 года — уездные народные комитеты), каждый из которых состоял из уездного совета, совета трудовых содружеств и совета местных содружеств (с 1967 года).
Представительные органы общин — общинные собрания (opčinska skupština) (до 1963 года городские народные комитеты и сельские народные комитеты), каждый из которых состоял из общественно-политического совета (до 1968 года — общинного совета (opčinsko vieče), совета объединённого труда (до 1963 года — совета трудовых содружеств (vieče radnih zajednica) и совета местных содружеств (с 1967 года).

## Правовая система
Высшая судебная инстанция — Верховный Суд (Vrhvovni Sud), избирался Сабором, суды апелляционной инстанции (до 1963 года) — окружные суды (okružni sud), избирались областными народными комитетами, суды первой инстанции — общинные суды (до 1963 года — уездные суды (kotarski sud)), избирались уездными народными комитетами.

## Руководство республики

### Председатели Президиума Народной скупщины
- Назор, Владимир (1943—1949)
- Мразович, Карло (1949—1952)
- Крстулович, Вицко (1952—1953)

### Председатели Народной скупщины
- Сремец, Златан (1953)
- Бакарич, Владимир (1953—1963)
- Краячич, Иван (1963—1967)
- Яков Блажевич (1967—1974)
- Иво Перишин (1974)

### Председатели Президиума
- Блажевич, Яков (1974—1982)
- Цветкович, Мариян (1982—1983)
- Балтич, Милутин (1983—1984)
- Петрич, Якша (1984—1985)
- Цар, Перо (1985)
- Эма Дероси-Белаяц (1985—1986)
- Маркович, Анте (1986—1988)
- Латин, Иво (1988—1990)
- Туджман, Франьо (1990)